# إيفان هورتادو

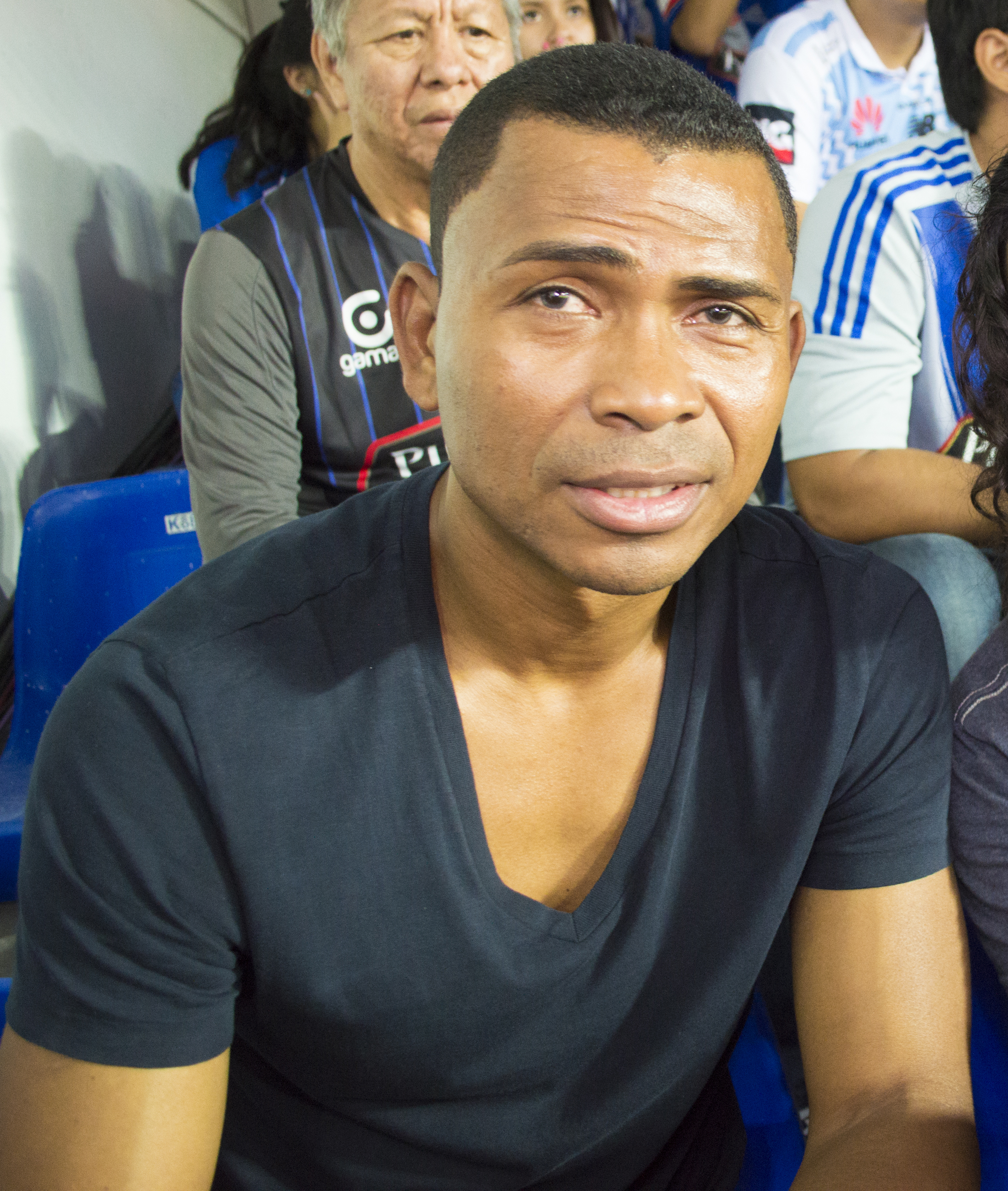

إيفان هورتادو لاعب كرة قدم سابق من الإكوادور. يعتبر واحدا من أكثر اللاعبين الذين لعبوا مباريات دولية مع منتخبات بلادهم، إذ لعب 168 مباراة دولية مع منتخب الإكوادور لكرة القدم.